# Helmut Ohnewald
Helmut Ohnewald (* 10. Oktober 1936 in Schwäbisch Gmünd; † 17. Oktober 2018 ebenda) war ein deutscher Politiker der CDU. 1991/92 war er Justizminister von Baden-Württemberg.

## Leben
Ohnewald besuchte die Schule in Schwäbisch Gmünd, welche er mit dem Abitur verließ. Danach studierte er Rechtswissenschaft an den Universitäten Tübingen und München. 1959 schloss er sein Studium ab und machte 1963 sein Assessorexamen sowie die Promotion zum Dr. jur. Anschließend war er in der Steuerverwaltung des Landes Baden-Württemberg tätig. Schließlich wurde er 1968 persönlicher Referent von Finanzminister Robert Gleichauf.
Ohnewald war Lehrbeauftragter für Recht und Wirtschaft an der Hochschule für Gestaltung Schwäbisch Gmünd. Ab 1996 war er Honorarprofessor der Hochschule. Von 2000 bis 2005 stand er dem neugeschaffenen Hochschulrat der HfG vor. Außerdem war er an der Fusion von Süddeutscher Rundfunk und Südwestfunk zum Südwestrundfunk maßgeblich beteiligt.
2001 bekam er die Verdienstmedaille des Landes Baden-Württemberg verliehen.
Ohnewald war verheiratet und hat zwei Kinder.

## Politische Tätigkeit
1980 zog er als Abgeordneter in den Landtag von Baden-Württemberg ein. Ferner war er Mitglied des Kreistags des Ostalbkreises und der Verbandsversammlung des Regionalverbands Ostwürttemberg.
Nach dem Rücktritt von Ministerpräsident Lothar Späth 1991 berief ihn dessen Nachfolger Erwin Teufel als Justizminister in sein erstes Kabinett. Kurz nach der Landtagswahl 1992 erklärte Ohnewald jedoch, dass er dem neuen Kabinett Teufels, der eine Große Koalition anführte, nicht mehr angehören wolle. Sein Landtagsmandat übte er jedoch bis 1996 aus.

## Veröffentlichungen
- mit Klaus Jürgen Herrmann: Wenn die Steine reden könnten ...: historische Personen in Gmünd, aus Gmünd, über Gmünd, Remsdruckerei, Schwäbisch Gmünd 1986. ISBN 3-926043-04-0.